# مسجد الشيخ كشك
مسجد الشيخ كشك أو مسجد عين الحياة سابقآ هو مسجد تاريخي يقع داخل منطقة حدائق القبة بمحافظة القاهرة في مصر ،سمي المسجد نسبة الي الشيخ كشك حيث ظل إمامًا به ويتميز المسجد بموقعه الممتاز حيث يقع في شارع مصر والسودان والذي يعتبر أعرق وأطول الشوارع في حي حدائق القبة بشكل خاص وفي القاهرة بشكل عام.

## نبذة
ويعتبر المسجد من المساجد المهمه في القاهرة حيث انطلقت منه العديد من المظاهرات كما حدث في ثورة 25 يناير والذي كان قيد المراقبة من قِبل قوات الأمن المركزي وعناصر أمن الدولة ،والذي أعتقل منه الكثير أثناء هذه الفترة وذلك لوجود عددًا كبيرًا من الشباب السلفي في هذا المسجد وأنتشار أفكارهم المتشددة بعض الشئ مما أثار غضب عناصر أمن الدولة خاصةً وأن المسجد كان يحتوي على عناصر أمن الدولة السرية داخل المسجد أثناء خطبة الجمعة.